# Thysanichthys evides
Thysanichthys evides és una espècie de peix pertanyent a la família dels escorpènids.

## Descripció
- Fa 6,8 cm de llargària màxima.[1][2]

## Hàbitat
És un peix marí, demersal i de clima subtropical.

## Distribució geogràfica
Es troba al Pacífic nord-occidental: el Japó.

## Observacions
És inofensiu per als humans.